# Deadly (film, 1992)
Pour plus de détails, voir Fiche technique et Distribution.
Deadly est un film australien réalisé par Esben Storm et produit par Richard Moir, sorti en 1992.

## Synopsis
Il s'agit d'un film policier à l'anglo-saxonne (un whodunit) qui serait de facture classique si la victime n'était pas un indigène australien, qui a été retrouvé pendu dans la prison d'une petite ville de l'Australie profonde. Dans la cité excentrée, d'habitude calme et même endormie (le film a été tourné en hiver à Wilcannia, qui fut autrefois un port prospère sur le fleuve Darling), la tension monte entre les communautés. Un jeune city-cop est envoyé de la grande ville. Tony Bourke (joué par Jerôme Ehlers) arrive avec des directives bien précises : il a 24 heures pour boucler son enquête et rédiger son rapport, qui doit bien entendu innocenter les policiers locaux. S'il accomplit ce qu'on attend de lui en haut lieu, on passera l'éponge sur une oversight ("bavure") qu'il a commise : il a accidentellement tué un petit revendeur de drogue. Mais le jeune policier (par ailleurs porté sur la bouteille et qui a des problèmes de couple...) refuse d'avaliser la version officielle : pour lui, il ne s'agit pas d'un suicide. Il demande l'avis du médecin-légiste (joué par Richard Moir), s'affronte aux whitefellas locaux, sans pour autant être aidé dans son enquête par les blackfellas qui se méfient de lui. Mais Daphné, une belle abo (incarnée par Lydia Miller), d'ailleurs attirée par le jeune cop, se rend compte qu'il cherche à faire éclater la vérité, et lui fait rencontrer le frère de la victime. Ils étaient emprisonnés ensemble, il sait tout...
Sur fond de tensions inter-raciales, un intrigue bien menée, des caractères bien typés. Belles vues de la ville à l'architecture orgueilleuse et surannée, et de l'out-back.

## Fiche technique
- Musique : Graeme Revell

## Distribution
- Jerome Ehlers : Sergent Tony Bourke
- Frank Gallacher : Mick Thornton
- Lydia Miller : Daphne
- John Moore : Eddie
- Alan David Lee : Constable Barry Blainey
- Caz Lederman : Irene
- Julie Nihill : Jeny
- Tony Barry : Graham Stewart
- Lillian Crombie : Sally
- Steve Dodd : Kummengu
- Bill Hunter : Vernon Giles